# OGAE Song Contest
El OGAE Song Contest es un concurso en audio en el que todos los clubs nacionales OGAE pueden participar con una canción original publicada en los 12 meses anteriores en sus respectivos países, interpretada en uno de los idiomas oficiales del país.
El concurso se inició en 1986 y es una de las competiciones más antiguas de OGAE, el club nacional OGAE ganador será el organizador de la competencia el año siguiente. Además de los países Europeos también participa OGAE Rest of the World.
| Año  | Ganador     | Canción                       | Intérprete                           | Puntos | Organizador                | N.º de participantes |
| ---- | ----------- | ----------------------------- | ------------------------------------ | ------ | -------------------------- | -------------------- |
| 1986 | Alemania    | Stimmen in Wind               | Juliane Werding                      | 16     | Savonlinna                 | 5                    |
| 1987 | Israel      | Ba'ati Eleiha                 | Yardena Arazi                        | 83     | Savonlinna                 | 10                   |
| 1988 | Alemania    | Explosion                     | Mary Roos                            | 83     | Cardiff                    | 10                   |
| 1989 | Noruega     | Hjem                          | Karoline Krüger y Anita Skorgan      | 93     | Berlín                     | 13                   |
| 1990 | Italia      | Vattene amore                 | Mietta y Amedeo Minghi               | 136    | Oslo                       | 18                   |
| 1991 | Francia     | Désenchantée                  | Mylène Farmer                        | 151    | Pisa                       | 17                   |
| 1992 | Portugal    | Se o dia nascesse             | Nucha                                | 115    | París                      | 16                   |
| 1993 | Italia      | La solitudine                 | Laura Pausini                        | 154    | Montargis                  | 20                   |
| 1994 | Grecia      | Ftes                          | Sabrina                              | 116    | Pisa                       | 19                   |
| 1995 | España      | Cada vez                      | Paloma San Basilio                   | 144    | Atenas                     | 21                   |
| 1996 | España      | Me quedaré solo               | Amistades Peligrosas                 | 159    | Las Palmas de Gran Canaria | 16                   |
| 1997 | España      | Amor perdido                  | Marta Sánchez                        | 199    | Las Palmas de Gran Canaria | 22                   |
| 1998 | Polonia     | Im Wiecej Ciebie tym mniej    | Natalia Kukulska                     | 125    | Las Palmas de Gran Canaria | 16                   |
| 1999 | Francia     | Jardin de lumière             | Leyla Doriane                        | 169    | Atenas                     | 24                   |
| 2000 | Suecia      | Svarta änkan                  | Nanne                                | 168    | París                      | 26                   |
| 2001 | Francia     | Moi... Lolita                 | Alizée                               | 189    | Umeå                       | 24                   |
| 2002 | Reino Unido | What If                       | Kate Winslet                         | 126    | París                      | 25                   |
| 2003 | Francia     | Cassé                         | Nolwenn Leroy                        | 183    | Southampton                | 27                   |
| 2004 | Rusia       | Grezy                         | Varvara                              | 178    | Lyon                       | 27                   |
| 2005 | Italia      | Da grande                     | Alexia                               | 164    | Moscú                      | 28                   |
| 2006 | Grecia      | Mambo                         | Elena Paparizou                      | 244    | Pisa                       | 30                   |
| 2007 | España      | Qué no daría yo               | Rebeca                               | 179    | Atenas                     | 29                   |
| 2008 | Croacia     | Ruža u kamenu                 | Franka Batelić                       | 164    | Zaragoza                   | 27                   |
| 2009 | Reino Unido | Viva la Vida                  | Coldplay                             | 248    | Zagreb                     | 30                   |
| 2010 | Reino Unido | Heartbreak (Make Me a Dancer) | Freemasons feat. Sophie Ellis-Bextor | 228    | Londres                    | 27                   |
| 2011 | Reino Unido | Someone like You              | Adele                                | 189    | Londres                    | 26                   |
| 2012 | Italia      | Per sempre                    | Nina Zilli                           | 219    | Londres                    | 26                   |
| 2013 | España      | Te despertaré                 | Pastora Soler                        | 237    | Bologna                    | 30                   |
| 2014 | Francia     | Derniere Danse                | Indila                               | 251    | Castellón, España          | 26                   |
| 2015 | Francia     | Andalouse                     | Kendji Girac                         | 248    | Francia                    | 31                   |
| 2016 | España      | Sofía                         | Álvaro Soler                         | 234    | Francia                    | 28                   |
| 2017 | Australia   | Fighting for love             | Dami Im                              | 232    | España                     | 28                   |
| 2018 | Reino Unido | Scared of the Dark            | Steps                                | 230    | Australia                  | 29                   |
| 2019 | Reino Unido | Someone You Loved             | Lewis Capaldi                        | 241    | Londres                    | 28                   |
| 2020 | Reino Unido | Physical                      | Dua Lipa                             | 213    | Edimburgo                  | 28                   |
| 2021 | Australia   | Fly Away                      | Tones and I                          | 172    | Cardiff                    | 29                   |
| 2022 |             |                               |                                      |        |                            |                      |
| 2023 | Reino Unido | As It Was                     | Harry Styles                         | 255    | Canberra                   | 31                   |
| 2024 | Italia      | Sinceramente                  | Annalisa                             | 197    | Belfast                    | 24                   |

## Participación
La siguiente tabla enlista a todos los países que han participado según el año de su debut.
| Año  | Países según comienzo de participación                |
| ---- | ----------------------------------------------------- |
| 1986 | Alemania, Finlandia, Noruega, Países Bajos, Suecia    |
| 1987 | Israel, España, Portugal, Botsuana, Zimbabue/Rhodesia |

## Victorias por país

Países con 6 victorias.
Países con 4 victorias.
Países con 2 victorias.
Países con 1 victorias.

La siguiente tabla enlista la cantidad de victorias por país ganador.
| Victorias | País        | Año(s)                                         |
| --------- | ----------- | ---------------------------------------------- |
| 8         | Reino Unido | 2002, 2009, 2010, 2011, 2018, 2019, 2020, 2023 |
| 6         | Francia     | 1991, 1999, 2001, 2003, 2014, 2015             |
| 6         | España      | 1995, 1996, 1997, 2007, 2013, 2016             |
| 5         | Italia      | 1990, 1993, 2005, 2012, 2024                   |
| 2         | Alemania    | 1986, 1988                                     |
| 2         | Grecia      | 1994, 2006                                     |
| 2         | Australia   | 2017, 2021                                     |
| 1         | Croacia     | 2008                                           |
| 1         | Rusia       | 2004                                           |
| 1         | Suecia      | 2000                                           |
| 1         | Polonia     | 1998                                           |
| 1         | Portugal    | 1992                                           |
| 1         | Noruega     | 1989                                           |
| 1         | Israel      | 1987                                           |